# Sandro Bellucci
Alessandro Bellucci, detto Sandro (Lanuvio, 21 febbraio 1955), è un ex marciatore italiano, medaglia di bronzo alle Olimpiadi di Los Angeles 1984.

## Biografia
Sandro Bellucci è nato a Lanuvio (Roma) il 21 febbraio 1955, sposato con 3 figli, 1 maschio e 2 gemelle, ha collezionato 39 presenze nella nazionale italiana di marcia dal 1974 al 1991. Ha vinto la medaglia di bronzo nella 50 Km di marcia alle Olimpiadi di Los Angeles con il tempo di 3h53'45”. Il suo miglior tempo sulla distanza rimane quello ottenuto il 17 aprile 1988 a Molfetta 3h48'08” che ancora oggi è la 10ª prestazione italiana di sempre (al 2021). Le graduatorie mondiali, stilate dalla «T&FN world rankings», sommano 17 punti nelle classifiche fra gli italiani.
Inizia la carriera di marciatore per caso (come è successo per la maggior parte dei marciatori) ma già a 13 anni si fa notare e con la maglia della Libertas Lanuvio vince i Giochi della Gioventù nella fase intercomunale.
Si capisce subito che poteva avere un futuro come marciatore, si dedica quindi a questa disciplina che gli darà grandi soddisfazioni.
A 19 anni il gruppo sportivo delle Fiamme Gialle lo “arruola” e lui si mette subito in evidenza vincendo il titolo di campione italiano juniores a Torino (1974). Nella sua lunga carriera di atleta (1974 – 1991) ha partecipato alla Coppa del Mondo del 1981 a Valencia ottenendo un 3º posto nella 50 Km.
I suoi primati personali sono: 10 Km 41'01", 20 Km 1h23'16" (su strada) / 1h24'44" (su pista), 50 Km 3h48'08".
Attualmente è allenatore di marcia e mezzofondo per la società Atletica Roma Sud.

## Palmarès
| Anno | Manifestazione  | Sede        | Evento       | Risultato | Prestazione | Note |
| ---- | --------------- | ----------- | ------------ | --------- | ----------- | ---- |
| 1974 | Europei         | Roma        | Marcia 20 km | 7º        | 1h34'52"4 m |      |
| 1978 | Europei         | Praga       | Marcia 50 km | 7º        | 3h58'25"9 m |      |
| 1982 | Europei         | Atene       | Marcia 50 km | dq        |             |      |
| 1983 | Universiadi     | Edmonton    | Marcia 20 km | 6º        | 1h26'36"    |      |
| 1983 | Mondiali        | Helsinki    | Marcia 50 km | 7º        | 3h55'38"    |      |
| 1984 | Giochi olimpici | Los Angeles | Marcia 50 km | Bronzo    | 3h53'45"    |      |
| 1986 | Europei         | Stoccarda   | Marcia 50 km | 11º       | 3h54'10"    |      |
| 1987 | Mondiali        | Roma        | Marcia 50 km | 6º        | 3h48'52"    |      |
| 1988 | Giochi olimpici | Seul        | Marcia 50 km | 32º       | 4h04'56"    |      |
| 1990 | Europei         | Spalato     | Marcia 50 km | 8º        | 4h03'46"    |      |

## Altri manifestazioni internazionali
1975
- 21° al Trofeo Lugano (Lugano Trophy) ( Lugano), marcia 20 km

1977
- 11° al Trofeo Lugano (Lugano Trophy) ( Lugano), marcia 20 km

1979
- 11° al Trofeo Lugano (Lugano Trophy) ( Lugano), marcia 50 km

1981
- Bronzo al Trofeo Lugano (Lugano Trophy) ( Lugano), marcia 50 km
- Bronzo alla Coppa del mondo ( Valencia), marcia 50 km - 3h54'57"

1983
- dq al Trofeo Lugano (Lugano Trophy) ( Lugano), marcia 50 km

1984
- Bronzo al Golden Gala ( Roma), marcia 10 km - 12'13"32

1985
- 4º alla Coppa del mondo ( Saint John's), marcia 50 km - 3h58'22"

1986
- 7º al Criterium mondiale di marcia ( Saluzzo), 5 km di marcia

1987
- 9º alla Coppa del mondo ( New York), marcia 50 km - 3h52'29"

1988
- Bronzo al Campionato italiano di società di marcia seniores ( Molfetta), marcia 50 km - 3h48'08"